# Canimated Nooz Pictorial, No. 30
Canimated Nooz Pictorial, No. 30 è un cortometraggio muto del 1917. Il nome del regista non viene riportato nei crediti.

## Produzione
Il film fu prodotto dalla Essanay Film Manufacturing Company.

## Distribuzione
Uscito in sala il 2 maggio 1917, nelle proiezioni veniva programmato con il sistema dello split reel, accorpato in un'unica bobina con un altro cortometraggio della Essanay, il documentario A Trip Through Soo Canal.